# Copa Fares Lopes 2023
In 2023 werd de veertiende editie van de Copa Fares Lopes gespeeld voor voetbalclubs uit de Braziliaanse staat Ceará. De competitie werd georganiseerd door de FCF en werd gespeeld 28 juni tot 30 augustus. Er zouden tien teams deelnemen maar Floresta trok zich voor de start terug om zich te focussen op deelname aan de Série C. Iguatu werd kampioen.
Nadat Guarany de Sobral twee keer niet kwam opdagen werden ze uit de competitie gezet.

## Eerste fase

### Groep A
| Plaats | Clu                 | Wed. | W | G | V | Saldo | Ptn. |
| ------ | ------------------- | ---- | - | - | - | ----- | ---- |
| 1.     | Iguatu              | 3    | 3 | 0 | 0 | 11:1  | 9    |
| 2.     | Pacajus             | 3    | 1 | 1 | 1 | 13:4  | 4    |
| 3.     | Fortaleza           | 3    | 1 | 1 | 1 | 6:3   | 4    |
| 4.     | Guarani de Juazeiro | 3    | 0 | 0 | 3 | 0:22  | 0    |

|  | Geplaatst voor tweede fase |

### Groep B
| Plaats | Clu               | Wed.        | W           | G           | V           | Saldo       | Ptn.        |
| ------ | ----------------- | ----------- | ----------- | ----------- | ----------- | ----------- | ----------- |
| 1.     | Ferroviário       | 3           | 2           | 1           | 0           | 4:2         | 7           |
| 2.     | Caucaia           | 3           | 1           | 1           | 1           | 4:2         | 4           |
| 3.     | Atlético Cearense | 3           | 1           | 1           | 1           | 4:4         | 4           |
| 4.     | Icasa             | 3           | 0           | 1           | 2           | 2:6         | 1           |
| 5.     | Guarany de Sobral | Uitgesloten | Uitgesloten | Uitgesloten | Uitgesloten | Uitgesloten | Uitgesloten |

## Tweede fase
|  | halve finale | halve finale | halve finale | halve finale |  |             | finale | finale | finale | finale |
|  |              |              |              |              |  |             |        |        |        |        |
|  |              |              |              |              |  |             |        |        |        |        |
|  | Iguatu       | 0            | 4            | 4            |  |             |        |        |        |        |
|  | Pacajus      | 0            | 1            | 1            |  |             |        |        |        |        |
|  |              |              |              |              |  | Iguatu      | 0      | 2      | 2 (8)  |        |
|  |              |              |              |              |  | Ferroviário | 1      | 1      | 2 (7)  |        |
|  | Ferroviário  | 0            | 5            | 5            |  |             |        |        |        |        |
|  | Pacajus      | 2            | 1            | 3            |  |             |        |        |        |        |

## Eindstand
| Plaats | Clu                 | Wed.        | W           | G           | V           | Saldo       | Ptn.        |
| ------ | ------------------- | ----------- | ----------- | ----------- | ----------- | ----------- | ----------- |
| 1.     | Iguatu              | 7           | 5           | 1           | 1           | 17:4        | 16          |
| 2.     | Ferroviário         | 7           | 4           | 1           | 2           | 11:7        | 13          |
| 3.     | Pacajus             | 5           | 2           | 1           | 2           | 16:9        | 7           |
| 4.     | Caucaia             | 5           | 1           | 2           | 2           | 5:6         | 5           |
| 5.     | Fortaleza           | 3           | 1           | 1           | 1           | 6:3         | 4           |
| 6.     | Atlético Cearense   | 3           | 1           | 1           | 1           | 4:4         | 4           |
| 7.     | Icasa               | 3           | 0           | 1           | 2           | 2:6         | 1           |
| 8.     | Guarani de Juazeiro | 3           | 0           | 0           | 3           | 0:22        | 0           |
| 9.     | Guarany de Sobral   | Uitgesloten | Uitgesloten | Uitgesloten | Uitgesloten | Uitgesloten | Uitgesloten |

|  | Winnaar, geplaatst voor Copa do Brasil 2024 |
|  | Finalist                                    |
|  | Uitgeschakeld in halve finale               |